# Hîrtop (Cimișlia)
Hîrtop è un comune della Moldavia situato nel distretto di Cimișlia di 1.974 abitanti al censimento del 2014

## Località
Il comune è formato dall'insieme delle seguenti località: (popolazione 2004)
- Hîrtop (2.011 abitanti)
- Ialpug (340 abitanti)
- Prisaca (88 abitanti)

Nel 2014, a Hîrtop erano 1.974 abitanti.